# Тапіноцефали
Tapinocephalia — група великих терапсид підряду Диноцефали (Dinocephalia). Це були великі травоїдні тварини, що займали екологічну нішу сучасних копитних, лише представники родини Titanosuchidae були всеїдними. Скам'янілі рештки представників групи знайдені у Південній Африці, лише Ulemosaurus відомий з Росії.